# Tunicamycine
La tunicamycine est un antibiotique qui inhibe l'enzyme GlcNAc phosphotransferase (GPT). Elle inhibe ainsi la N-glycosylation nécessaire à la fixation des précurseurs des N-hétérosides sur le dolichol diphosphate.